# Aérodrome d'Ati
L'aérodrome d'Ati est un aérodrome d'usage public situé près d'Ati dans la région de Batha au Tchad.